# Georg Stillfried
Georg Stillfried (* 29. Juli 1963 in Bogotá, Kolumbien) ist ein österreichischer Diplomat, ehemaliger Botschafter der Republik Österreich in Ägypten, Kairo (mitakkreditiert in Sudan und Eritrea) und Leiter der Sektion IV – Konsularische Angelegenheiten im österreichischen Außenministerium.

## Leben
Georg Stillfried stammt aus dem österreichisch-böhmischen, freiherrlichen Adelsgeschlecht Stillfried-Rattonitz. Sein Vater Bernhard Stillfried (* 1925, † 2011) war österreichischer Diplomat, unter anderem als Leiter des österreichischen Kulturinstituts London und als Sektionsleiter der Kulturabteilung im österreichischen Außenministerium. Georg Stillfried ist verheiratet.
Georg Stillfried war von 1989 bis 1994 Assistent an der rechtswissenschaftlichen Fakultät der Universität Wien. Im Herbst 1994 wurde er in den höheren auswärtigen Dienst aufgenommen. Ab März 1995 war er in der Presseabteilung tätig.
Von 1997 bis 2000 war er im Völkerrechtsbüro tätig. Ab dem Jahr 2000 war er fünf Jahre lang Erstzugeteilter an der Österreichischen Botschaft Kairo.
Von 2005 bis 2008 war er Botschafter in Kuwait. Zwischen 2008 und 2011 war er Leiter der Abteilung für Südeuropa.
Von 2012 bis 2015 war er Leiter der Personalabteilung des Bundesministerium für Europa, Integration und Äußeres. Von Jänner 2015 bis 2023 war er Botschafter an der Österreichischen Botschaft in Kairo und Vortragender an der Diplomatischen Akademie Wien.
Seit Juli 2023 ist er Leiter der Sektion IV – Konsularische Angelegenheiten im österreichischen Außenministerium.